# 湖南人民出版社
湖南人民出版社创立于1951年1月，是一家以编辑、出版、发行哲学、社会科学读物为主的综合性出版社。ISBN代号为978-7-217。
2008年12月25日，湖南人民出版社加入中南传媒转制后更名为湖南人民出版社有限责任公司。